# Cispia
Cispia is een geslacht van vlinders van de familie spinneruilen (Erebidae), uit de onderfamilie Lymantriinae.

## Soorten
- C. alba Moore, 1879
- C. charma Swinhoe, 1899
- C. dipyrena Collenette, 1947
- C. fasciata Semper, 1899
- C. grisea Semper, 1899
- C. joiceyi Collenette, 1930
- C. ochrophaea Collenette, 1932
- C. punctifascia Walker, 1855
- C. venosa Walker, 1862